# (16246) Cantor
(16246) Cantor est un astéroïde de la ceinture principale.

## Description
(16246) Cantor est un astéroïde de la ceinture principale. Il fut découvert par Paul G. Comba le 27 avril 2000 à Prescott. Il présente une orbite caractérisée par un demi-grand axe de 3,101 UA, une excentricité de 0,184 et une inclinaison de 0,42° par rapport à l'écliptique.
Il fut nommé en hommage à Georg Cantor (1845-1918), mathématicien allemand qui fut professeur à Halle.

## Compléments